# Porvenir

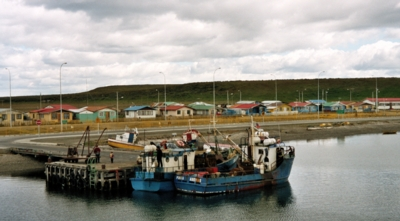
La ciutat vista des del port.

Porvenir és una ciutat xilena situada a l'illa de Terra del Foc i que en constitueix la capital.
La part xilena de l'illa de Terra del Foc conforma la província del mateix nom dins de la Regió XII de Magallanes i l'Antàrtica Xilena. La província consta de tres comunes, essent Porvenir una d'elles i Primavera i Timaukel les altres dues.
La ciutat de Porvenir va ser fundada el 20 de juny de 1894, a la costa Oest de l'illa. Està separarada per l'estret de Magallanes de Punta Arenas, capital de tota la regió, a uns 25 km, amb la que s'uneix per ferry. La comuna té una superfície de 9.707 km2 i una població de 5.465 habitants (dades del cens de 2002).